# Franz Joseph Fröhlich

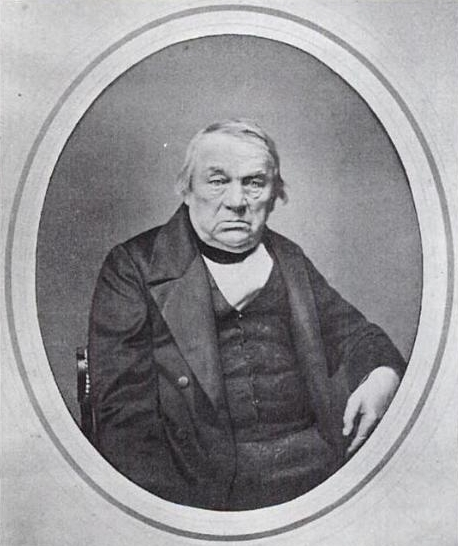
Franz Joseph Fröhlich

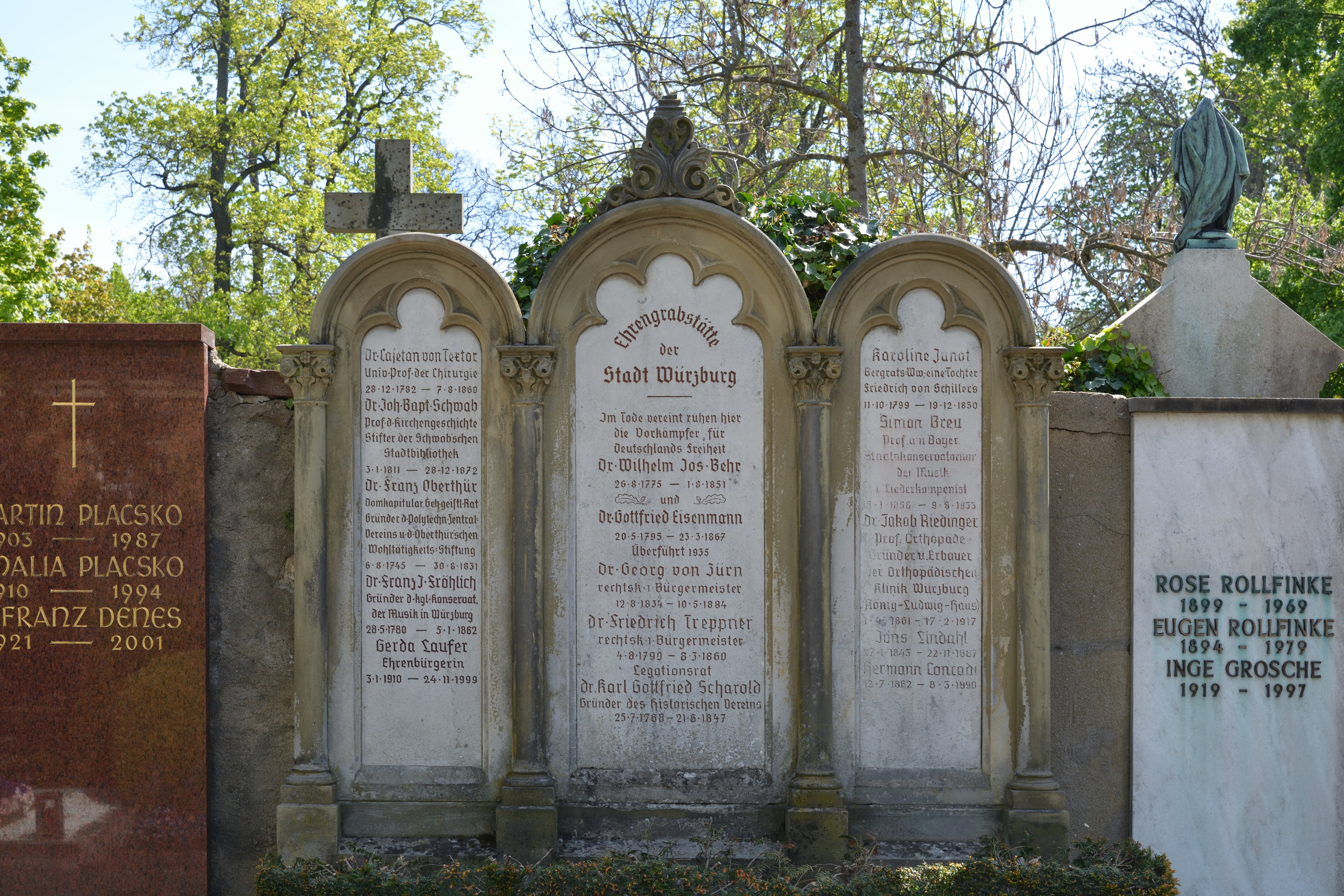
Ehrengrab auf dem Hauptfriedhof Würzburg

Franz Joseph Fröhlich (* 28. Mai 1780 in Würzburg; † 5. Januar 1862 ebenda) war ein deutscher Hochschullehrer, Musikwissenschaftler und Komponist.

## Leben
Franz Joseph Fröhlich arbeitete ab 1797 an der fürstlich-bischöflichen Hofkapelle zu Würzburg. Er gründete noch im selben Jahr das Collegium Musicum Academicum Wirceburgense, aus dem sich später die Würzburger Musikhochschule entwickelte. 1804 wurde das Collegium Musicum als öffentliche Musikanstalt an die Universität Würzburg angegliedert; ab 1820 bestand es selbständig neben der Universität. Fröhlich baute es in den mehr als 60 Jahren seiner Amtszeit von 20 auf jährlich 600 Schüler aus.
Fröhlich, seit 1804 formal Privatdozent an der Universität Würzburg, wurde am 28. September 1811 zum außerordentlichen Professor der Tonkunst und Ästhetik an der Universität ernannt. Seit 1815 hielt Fröhlich kunsthistorische Vorlesungen, im Wintersemester 1816/17 sogar verbunden mit einer „kritischen Betrachtung vorhandener Kunstwerke“. Am 11. Februar 1819 erhielt er zusätzlich den Titel „Professor der Pädagogik und Didaktik“. 1821 wurde Fröhlich zum ordentlichen Professor befördert. Im Jahr 1832 erhielt die universitäre Bildersammlung, die Fröhlich nach und nach zusammentrug, den Namen „Ästhetisches Attribut“ und wurde vom Bayerischen Innenministerium vorübergehend mit einem Ankaufsetat ausgestattet; dies war der Nukleus des Martin von Wagner Museums, das sich damals im Obergeschoss der Alten Universität befand. 1838 erhielt er die Ehrendoktorwürde der Philosophischen Fakultät der Universität Würzburg. Am 11. März 1858, im Alter von fast 78 Jahren, ersuchte Fröhlich beim Kurfürsten um Entlassung aus dem Dienst.
Mit seiner Arbeit an der Musikhochschule und der Universität Würzburg legte Fröhlich den Grundstein für eine geregelte und systematische Ausbildung von Musikern und Lehrern. Er war auch selbst in geringem Umfang als Musiker und Musikschriftsteller tätig.